# Candor Sulci
I Candor Sulci sono una struttura geologica della superficie di Marte.